# Rewa River (Guyana)
Rewa River är ett vattendrag i Guyana.   Det ligger i regionen Upper Takatu-Upper Esseqiubo, i den centrala delen av landet. Rewa mynnar vid orten Rewa i floden Rupununi. Omgivningen utgörs av regnskog.